# Demócrito de Sousa Filho
Demócrito César de Souza Filho (Recife, 27 de outubro de 1921 - 3 de março de 1945) foi um estudante brasileiro morto em praça pública por forças do governo de Getúlio Vargas.

## História
Demócrito de Souza Filho iniciou seu estudo de Direito na Faculdade de Direito do Recife em 1941, durante a ditadura de Getúlio Vargas.
Em 1944, realizou-se no salão nobre da Faculdade de Direito uma sessão extraordinária para comemorar a tomada de Roma pelos exércitos aliados.
A eleição, naquele ano, da presidência do diretório acadêmico da faculdade fez que alguns candidatos derrotados ligados ao governo vissem naquela eleição a ameaça de criação de uma oposição. Aquela eleição motivou a criação da União dos Estudantes de Pernambuco.
Em 7 de setembro daquele ano autoridades policiais prenderam intelectuais, professores e estudantes. Entre os presos estava o estudante Demócrito de Sousa Filho. Todos foram soltos 4 dias depois.
No dia 2 de março de 1945, no restaurante Lero-Lero, os estudantes Demócrito de Sousa Filho e Jorge Carneiro da Cunha rasgaram um retrato de Getúlio Vargas e distribuíram seus pedaços entre os presentes. O incidente gerou reação imediata da polícia política e fez com que os estudantes se refugiassem no Diario de Pernambuco.
Em 3 de março de 1945, os estudantes promoveram uma passeata em protesto contra a ditadura Vargas.
Na Praça da Independência, diante do prédio do Diario de Pernambuco foi feito um comício. O primeiro orador foi o estudante Odilon Ribeiro Coutinho. Depois, da sacada do prédio do Diário, durante o discurso de Gilberto Freyre, a polícia de Pernambuco abriu fogo em várias direções. Uma bala atingiu Demócrito de Sousa Filho, que estava ao lado do orador. Outra bala matou o operário Manuel Elias dos Santos, conhecido por Manuel Carvoeiro, que estava entre o povo.
Demócrito ainda foi socorrido no antigo Hospital de Pronto Socorro, mas morreu na noite daquele mesmo dia.
O fato gerou um inquérito, onde o governo foi responsabilizado, que não levou a punição de nenhum integrante da polícia, alegando "crime de multidão".

## Consequências
O Diario de Pernambuco foi empastelado, passando 40 dias sem circular e só voltando por força de mandado de segurança.
Alguns historiadores entendem que a morte de Demócrito de Sousa Filho selou o fim da ditadura de Getúlio Vargas.

## Homenagens
- No seu enterro os professores da Faculdade de Direito do Recife compareceram usando becas. Uma multidão acompanhou o féretro a pé até o Cemitério de Santo Amaro.[2]
- O Professor Soriano Neto proferiu um discurso na Faculdade de Direito do Recife na cerimônia de 30 dias de sua morte. Uma frase ficou marcada:[1]

| “ | Destroem-se Vidas mas não se assassinam ideais | ” |

- Os estudantes que colaram grau no dia 13 de dezembro de 1945 nomearam Demócrito de Souza Filho como orador, sendo do anunciado pelo seu colega, o formando José Gonçalves, que a mãe do estudante falecido faria um pronunciamento na sacada do Diario de Pernambuco, o que foi realmente feito.[1]
- Foi inaugurado um busto do estudante na Praça Adolfo Cirne[nota 2]  em sua homenagem.[1]
- O Diretório Acadêmicro da Faculdade de Direito do Recife, órgão máximo de representação estudantil dos discentes do curso de Direito da Universidade Federal de Pernambuco, leva seu nome[8].